# Schrankia masuii
Schrankia masuii là một loài bướm đêm trong họ Erebidae.